# ユーゼフ・カミンスキ
ユーゼフ・カミンスキ（ヘブライ文字:יוסף קמינסקי, ポーランド語: Józef Kamiński、1903年11月17日 - 1972年10月14日）はイスラエルの作曲家・指揮者・ヴァイオリニスト。女優のイダ・カミンスカは姉。

## 生涯
俳優の両親のもとオデッサで生まれるが、生後すぐ一家はワルシャワに移り住んだ。1909年よりヴァイオリンを始め、12歳でソリストとしてワルシャワ・フィルハーモニー管弦楽団と共演した。1922年よりベルリン音楽大学（現在のベルリン芸術大学）でヴァイオリンと作曲を学び、1924年にはウィーンに留学して、ハンス・ガルらに作曲と指揮を学んだ。その後ベルリンでソリストとして活動するが、1926年に母親が死去するとワルシャワに戻って、ユダヤ劇場の指揮者となった。
1937年にテルアビブに移住。ブロニスラフ・フーベルマンの勧めで、パレスチナ管弦楽団（後のイスラエル・フィルハーモニー管弦楽団）のコンサートマスターに就任し、1969年まで務めた。またそれ以外にも多くのオーケストラに指揮者とソリストとして客演した。
教え子にイツァーク・パールマンがいる。

## 作品
代表作として、ユダヤ民謡を用いた管弦楽曲『3つのイスラエルのスケッチ』、ユーモラスで新古典的な『トランペットとオーケストラのためのコンチェルティーノ』（1940）、『ハープとオーケストラのためのバラード』（1943）、『ヴァイオリン協奏曲』（1947-49）などがある。1960年にはイスラエル・フィルハーモニー管弦楽団のために『交響的序曲』を作曲し、イスラエル・フィルハーモニー管弦楽団賞を受賞した。その他に『弦楽四重奏曲』（1945）のような室内楽曲、『トリプティーク』（1959）のようなピアノ曲がある。